# Mala junta
 Mala junta es un tango compuesto por Julio De Caro y Pedro Laurenz  estrenado en 1927 y grabado por primera vez el 13 de septiembre de ese año por el sexteto de Julio De Caro del cual el bandoneonista Pedro Laurenz era uno de los integrantes. La letra de Juan Velich es posterior y fue incorporada en la grabación de la pieza que hizo Agustín Magaldi en 1928 y luego modificada por su autor en 1943 para permitir su ejecución en radio dada la censura impuesta, pero el tango generalmente se ejecuta como instrumental.

## Los autores
Julio De Caro (Buenos Aires, 11 de diciembre de 1899 - Mar del Plata, 11 de marzo de 1980), fue un destacado violinista, director de orquesta y compositor de tango que debutó profesionalmente a los 18 años  en el conjunto del bandoneonista Ricardo Luis Brignolo y que llegó a tener sus propios conjuntos. En 1925 por  mediación del bandoneonista Enrique Pollet conoció, escuchó y contrató de inmediato a Pedro Laurenz (Buenos Aires, 10 de octubre de 1902 – 7 de julio de 1972), hasta ese momento prácticamente un desconocido que se incorporó como segundo bandoneón del ya consagrado Pedro Maffia. No solo no tuvo fallas su presentación sino que además forjó una amistad con Maffia formando uno de los dúos de bandoneones más famosos de la historia del tango y a partir de 1926 con el egreso de Maffia pasó a ser primer bandoneón hasta 1934 en que se desvincula para formar su propia orquesta.
Juan Velich ( Villa Constitución provincia de Santa Fe, Argentina, 5 de septiembre de 1886 – Buenos Aires, 26 de abril de 1951) cuyo nombre completo era Juan Miguel Velich fue un letrista, actor y compositor dedicado especialmente al género del tango. Comenzó como guitarrista y cantor y en 1918 formó su propio rubro teatral Velich-Sassone y posteriormente pasó como actor en diversas compañías de prestigio y, más adelante, hizo radioteatro por muchos años.

## Origen
Del Priore y Amuchástegui cuentan que De Caro hizo la grabación apenas llegado de una gira por Brasil por lo que es probable que haya sido compuesto en ese país durante la misma.

## Comentarios
En 1930 en una de sus Aguafuertes porteñas, Roberto Arlt dijo que 'Mala junta era "de lo más carcelario y hampón que conozco en milongas. Tango demasiado lindo para ser tango, tango donde todavía persiste el olor de fiera y tumulto bronco de la leonea."

## El violín-corneta de Julio de Caro
Paul Whiteman, el famoso músico de jazz era artista de la Víctor, al igual que Julio de Caro y le gustaba mucho el tango que había tenido ocasión de escuchar cuando Juan Carlos Cobián estuvo en Estados Unidos. Al oír a De Caro en ocasión de que el mismo fuera a realizar grabaciones a los estudios de la Víctor le sugirió a la grabadora que le dejaran el violín-corneta con el que grababan concertistas clásicos que estaban reparando porque según su criterio tenía un concepto nuevo, moderno. La innovación consistía en que para aumentar el volumen del violín se le adhirió una corneta, de ahí su nombre, lo que aproxima el sonido instrumental a la voz humana, dotándolo un matiz nasal. Cuando el representante de la empresa viajó a Buenos Aires le llevó el violín a De Caro, ofreciéndole que el precio lo fuera descontando de los derechos a cobrar. El músico al comienzo no quiso usarlo pero luego lo aceptó y si bien le costó adaptarse al mismo, finalmente fue bien aprovechada para darle una especial sonoridad a la orquesta, llegándose a conocerlo como el "violín-corneta de Julio de Caro".
En la versión grabada por De Caro en 1927 se escucha con claridad la presencia de este instrumento.

## Grabaciones
Entre las grabaciones realizadas se encuentran las de José Basso del 21 de abril de 1961, Osvaldo Pugliese el 27 de agosto de 1943, Pedro Laurenz el 16 de enero de 1947, todas ellas instrumentales, las de Horacio Salgán, Atilio Stampone, Antonio Agri y su conjunto y Cuarteto Pirincho. Ernesto Baffa lo grabó en 4 oportunidades y Osvaldo Requena hizo una recreación al grabarlo con la Orquesta Típica Decareana.

## Censura radiofónica
A partir de 1943 dentro de una campaña iniciada por la dictadura militar de 1943 que obligó a suprimir el lenguaje lunfardo, como así también cualquier referencia a la embriaguez o expresiones que en forma arbitraria eran consideradas inmorales o negativas para el idioma o para el país, así, por ejemplo, se prohibió la emisión por radio de Cafetín de Buenos Aires por su supuesto pesimismo y por la comparación entre el cafetín y la madre.
Las restricciones continuaron al asumir el gobierno constitucional del general Juan Domingo Perón y en 1949 directivos de Sadaic le solicitaron al administrador de Correos y Telecomunicaciones en una entrevista que se las anularan, pero sin resultado. Obtuvieron entonces una audiencia con Perón, que se realizó el 25 de marzo de 1949, y el presidente –que afirmó que ignoraba la existencia de esas directivas- las dejó sin efecto.
En enero de 1950 SADAIC cuestionó a Radio El Mundo por aplicar criterios restrictivos sobre los temas de las canciones. En 1952 la entidad de los autores acordó con las autoridades una lista de canciones populares que por razones de buen gusto o decoro idiomático no debían pasarse por radio. Opina al respecto el escritor Oscar Conde que en definitiva, SADAIC no cuestionaba la censura en sí misma sino quién la aplicaba.
En octubre de 1953 se aprobó la Ley de Radiodifusión n° 14 241 que no tenía previsiones sobre el uso del lenguaje popular en radio pero las restricciones en alguna medida continuaron.
Debido a la censura, Velich modificó la letra -que aparte del título no contenía términos lunfardos- eliminando el tema de la mujer perdida para que se pudiera transmitir por radio. Así, por ejemplo, cambió los primeros versos que contenían el nombre del tango "Por tu mala junta te perdiste, nena/y nos causa tu extravío llanto, pena!..." convertidos en "Frente al tedio de las hondas brumas, alma/ya es en vano que yo espere dichas, calma!..." 